# Leo (film, 2000)
Pour les articles homonymes, voir Léo.
Pour plus de détails, voir Fiche technique et Distribution.
Leo est un film espagnol réalisé par José Luis Borau, sorti en 2000.

## Fiche technique
- Titre : Leo
- Réalisation : José Luis Borau
- Scénario : José Luis Borau
- Musique : Álvaro de Cárdenas
- Photographie : Tomàs Pladevall
- Montage : José Salcedo
- Société de production : El Imán Cine y Televisión, Televisión Española et Vía Digital
- Pays :  Espagne
- Genre : Drame et thriller
- Durée : 86 minutes
- Dates de sortie : 
  -  Espagne : 1er septembre 2000

## Distribution
- Icíar Bollaín : Leo
- Valeri Yevlinski : Gabo
- Luis Tosar : Paco
- Rosana Pastor : Merche
- Charo Soriano : Leonor
- Javier Batanero : Salva
- José Gómez : Pipo
- Jorge Bosch : Camarero
- Carlos Kaniowsky : Cartonerto
- Carlos Bernal : Roberto
- Encarna Breis : Trini
- Olga Margallo : Esther
- Juanma Rodríguez : Juanmi
- Ruth García : Alba
- Paco Barcia : Luchador
- Txema Blasco : Don Miguel
- Alicia Agut : Marisa
- Carmen Santonja : Vecina
- Ana Goya : Paqui
- Antonio P. Costafreda : Churrero
- Marco Aurelio : Jefe Okupa
- Elena Rayos : Chica Okupa
- Daniel Contreras : Chico Okupa
- David Lorente : Kioskero

## Distinctions
Le film a été nommé pour six prix Goya et a remporté celui du Meilleur réalisateur.